# 希农堡（乡）
希农堡（乡）（法語：Château-Chinon (Campagne)，法語發音：[ʃato ʃinɔ̃ kɑ̃paɲ]）是法国涅夫勒省的一个市镇，位于该省东部，属于希农堡（城）区。

## 地理
希农堡（乡）（47°3'51"N, 3°56'2"E）面积28.39 平方千米，位于法国勃艮第-弗朗什-孔泰大區涅夫勒省，该省份为法国中部省份，北至约讷省，西北接卢瓦雷省，西接谢尔省，南至阿列省，东南接索恩-卢瓦尔省，东临科多尔省。
与希农堡（乡）接壤的市镇（或旧市镇、城区）包括：科朗西、希农堡（城）、阿尔勒夫、法尚、莫尔旺地区圣伊莱尔、圣莱热德富日雷。
希农堡（乡）的时区为UTC+01:00、UTC+02:00（夏令时）。

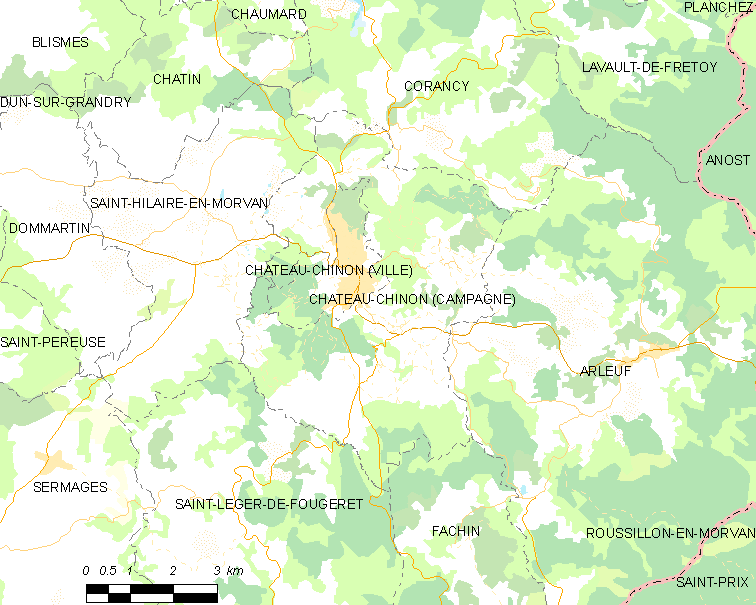
希农堡（乡）的OSM定位图

## 行政
希农堡（乡）的邮政编码为58120，INSEE市镇编码为58063。

## 政治
希农堡（乡）所属的省级选区为希农堡县。

## 人口

1962-2008年间希农堡（乡）人口变化图示

希农堡（乡）于2022年1月1日时的人口数量为555人。